# Urban Symphony

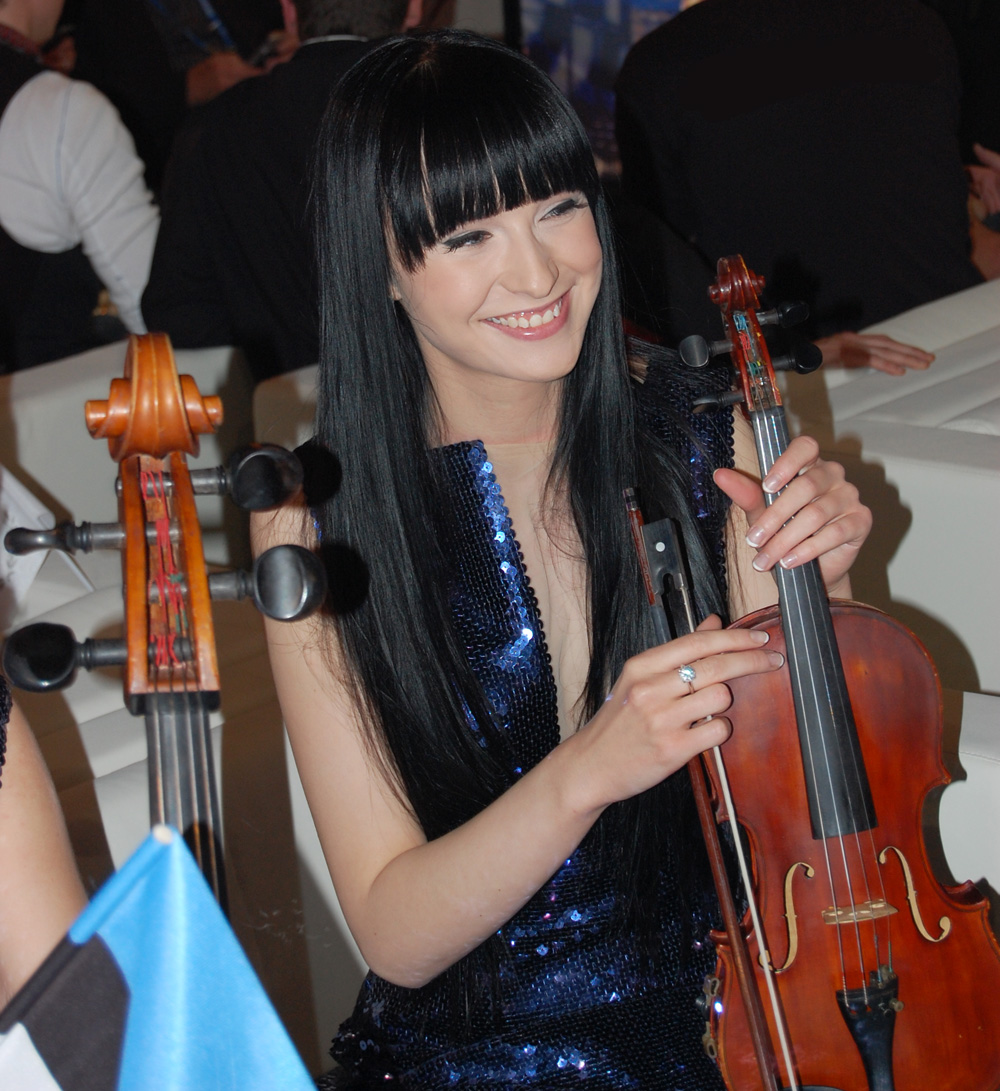
Sandra Nurmsalu

Az Urban Symphony egy észt együttes. Ők képviselték Észtországot a Moszkvában megrendezett 2009-es Eurovíziós Dalfesztiválon Rändajad (Vándorok) című számukkal.
A 2009. március 7-ei észt nemzeti elődöntőn (Eesti laul) a 20 éves énekes-hegedűssel, Sandra Nurmsaluval kilenc további pályázó mellett szerezték meg Észtország képviseletének jogát. Az Eurovíziós Dalfesztivál fináléján a hatodik helyet érték el az angol Jade Ewen, It’s My Time című száma után.

## Tagok
- Sandra Nurmsalu (ének-hegedű) Az 1988. december 6-án született Nurmsalu-nak két hobbija van - éneklés és hegedülés, és az Urban Symphony adta meg a lehetőséget számára, hogy a kettőt ötvözze. Tízéves klasszikus zenei hegedűtanulmányai szintén hozzájárultak ahhoz, hogy megtalálja az észt népzene gyökereit - hét évvel ezelőtt a Pillipiigad nevű népzenei csoportban hegedülve és énekelve egész Észtországban és Európában is fellépett koncerteken, rendezvényeken. 2007-ben tagja lett a Virre nevű népzenei formációnak.
- Mann Helstein (1988. február 18.) (hegedű, brácsa) – Zenei tanulmányait tízéves korában kezdte, hegedűn. Az idők során különböző zenekarok tagjaként egész Európát bejárta. A zenélés mellett jelenleg minőség- és környezetvédelmi menedzsmentet tanul.
- Johanna Mängel (1990. október 17.) (cselló) – Csellótanulmányai hatéves kora óta képezik élete részét. Klasszikus zenei tanulmányain kívül és az őt övező érdeklődés miatt nem csak különféle helyi és nemzetközi zenekarokban, hanem közismert észt rockbandákban - Aides, Slide-Fifty, Vennaskond - is játszott. A zenélés mellett Mängel érdeklődik a musical szerzés, a divat és a filmezés után is, továbbá zenei magazinoknak ír kritikákat különféle zenei rendezvényekről.
- Mari Möldre (1992. szeptember 16.) (cselló) – A legfiatalabb csapattag, szintén hatéves korában kezdett el csellózni. Fiatal kora ellenére mindig is a zene elkötelezettje volt, a csellójáték mellett énekel és zongorázik is, számos projektben és néhány zenei közösségben is részt vett. Számos fellépése volt a világ különböző részén, Ausztráliát is beleértve. Amikor nem tanulmányai vagy a zenélés köti le idejét, szívesen foglalkozik építészettel és rajzolással.

## Diszkográfia

### Kislemezek
| Év                                                                   | Single          | Slágerlista helyezés | Slágerlista helyezés | Slágerlista helyezés | Slágerlista helyezés | Album |
| Év                                                                   | Single          | EST                  | SWE                  | FIN                  | UK                   | Album |
| -------------------------------------------------------------------- | --------------- | -------------------- | -------------------- | -------------------- | -------------------- | ----- |
| 2009                                                                 | "Rändajad"      | 3                    | 14                   | 10                   | 117                  | TBA   |
| 2009                                                                 | "Päikese poole" | 28                   | —                    | —                    | —                    | TBA   |
| 2010                                                                 | "Skorpion"      | —                    | —                    | —                    | —                    | TBA   |
| "—" jelzi, hogy nem került slágerlistára, vagy helyezése ismeretlen. |                 |                      |                      |                      |                      |       |

### Albumok
A 2010-re tervezett TBA című album az énekesnő, Sandra Nurmsalu gyermekáldása miatt végül nem került megjelentetésre.